# ウィル・バックリー
ウィリアム・エドワード・”ウィル”・バックリー（William Edward "Will" Buckley、1989年11月21日 - ）は、イングランド・オールダム出身のプロサッカー選手。ポジションは、ミッドフィールダー。

## クラブ経歴
出身地にほど近いロッチデールAFCでプロキャリアをスタート。
2010年1月、チャンピオンシップのワトフォードFCに移籍。
2011年6月、ブライトン・アンド・ホーヴ・アルビオンFCに移籍。
2014年8月、プレミアリーグのサンダーランドAFCに移籍。移籍金は推定250万ポンドで契約期間は3年。加入初年度こそ22試合に出場したが、翌年以降は戦力外状態になりレンタルを繰り返した。
2017年6月、ボルトン・ワンダラーズFCに移籍。

## 人物
アイルランド人の祖父をもつアイルランド系イギリス人である。